# Groupe 17 du tableau périodique
«  Groupe des halogènes » redirige ici. Ne pas confondre avec Famille des halogènes.
Cet article court présente un sujet plus développé dans : Halogène.
Le groupe 17 du tableau périodique, dit des halogènes (du grec ancien ἅλς (hals) signifiant « sel », et γεννάν (gennán) signifiant « engendrer »), autrefois appelé groupe VIIB dans l'ancien système IUPAC utilisé en Europe et groupe VIIA dans le système CAS nord-américain, contient les éléments chimiques de la 17e colonne, ou groupe, du tableau périodique des éléments :
| Période | Élément chimique | Élément chimique | Z   | Famille d'éléments | Configuration électronique[2] |
| ------- | ---------------- | ---------------- | --- | ------------------ | ----------------------------- |
| 2       | F                | Fluor            | 9   | Halogène           | [He] 2s2 2p5                  |
| 3       | Cl               | Chlore           | 17  | Halogène           | [Ne] 3s2 3p5                  |
| 4       | Br               | Brome            | 35  | Halogène           | [Ar] 4s2 3d10 4p5             |
| 5       | I                | Iode             | 53  | Halogène           | [Kr] 5s2 4d10 5p5             |
| 6       | At               | Astate           | 85  | Métalloïde         | [Xe] 6s2 4f14 5d10 6p5        |
| 7       | Ts               | Tennesse         | 117 | Indéterminée       | [Rn] 7s2 5f14 6d10 7p5        |
Les éléments de ce groupe appartiennent au bloc p du tableau périodique. Le groupe des halogènes n'est pas confondu avec la famille des halogènes car il contient des éléments — astate et tennesse — qui ne font pas partie de cette famille.

Éléments du groupe 17
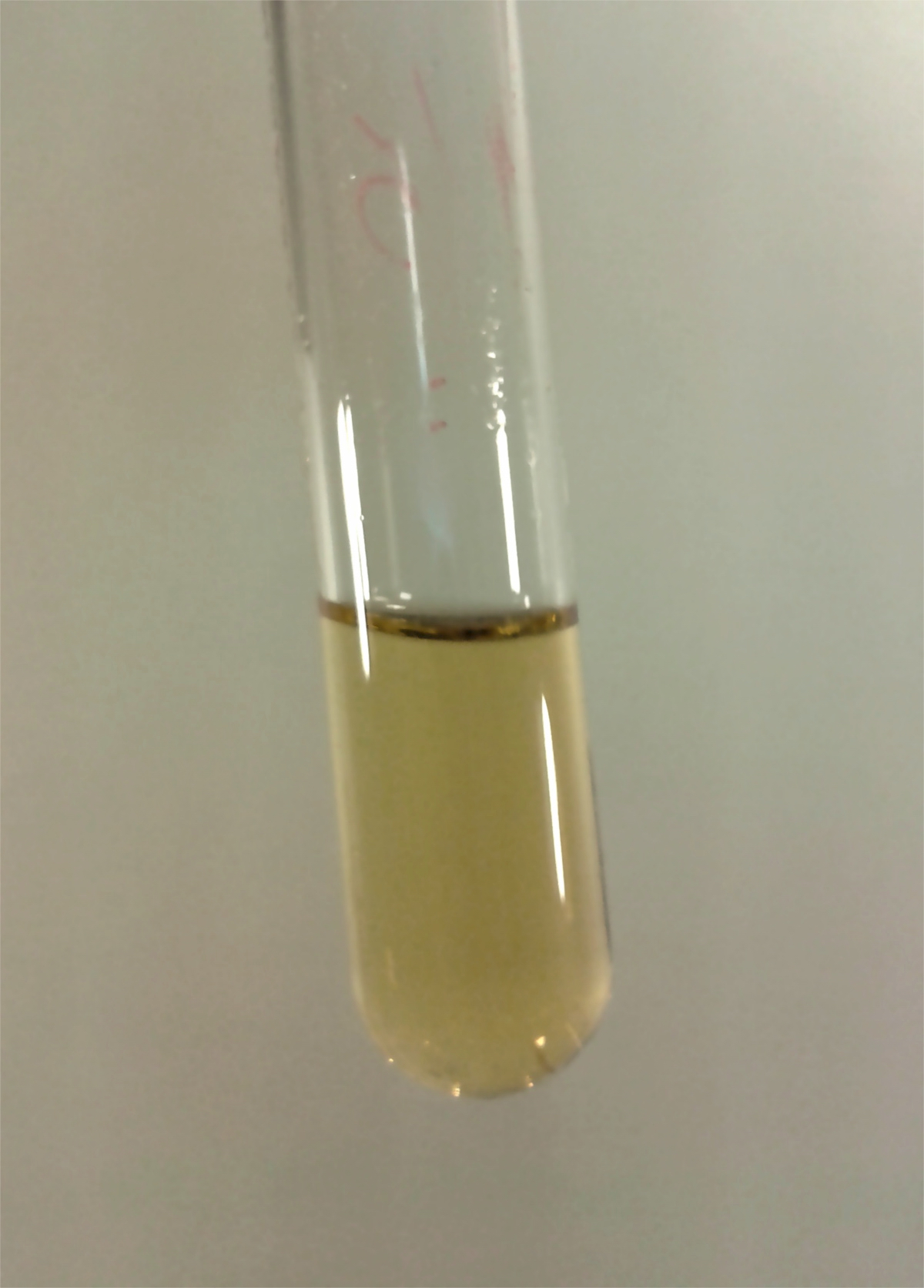
Fluor liquide.
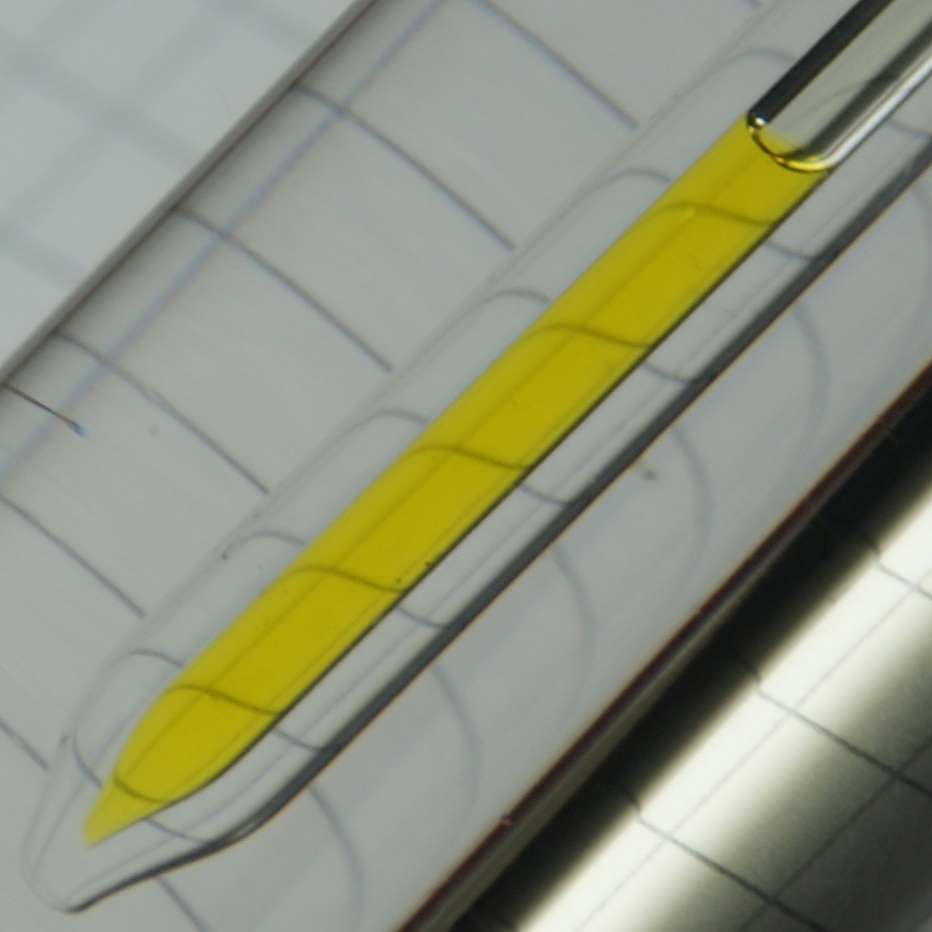
Chlore liquide.
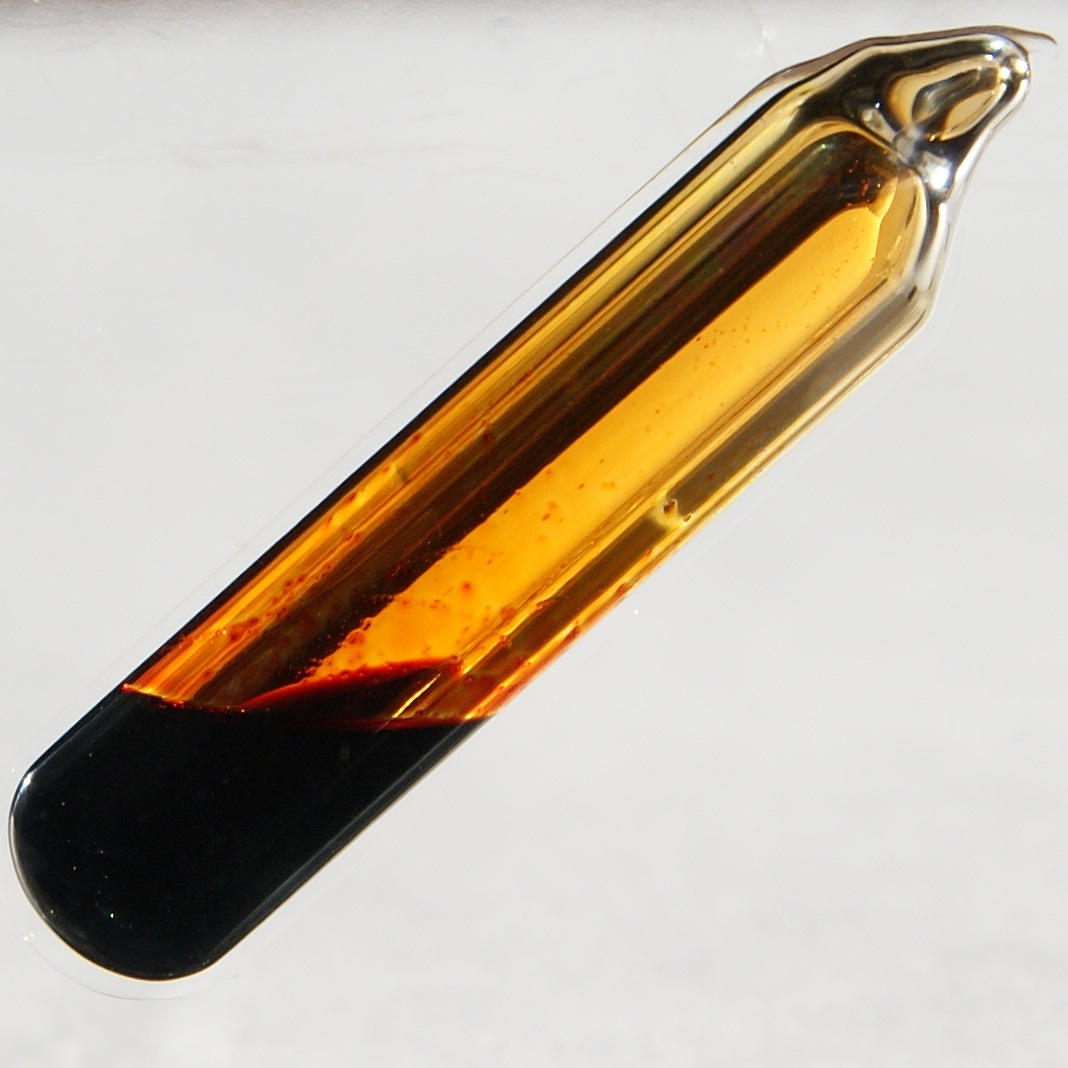
Brome.
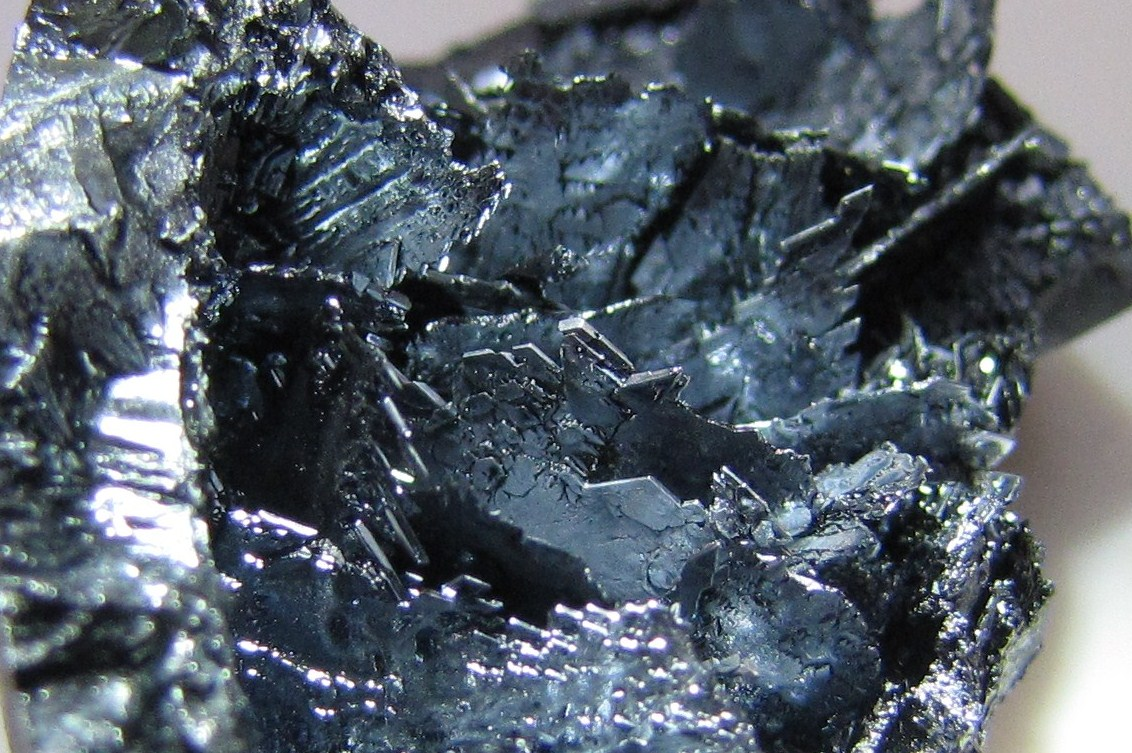
Iode.